# Saunders Mac Lane
Saunders Mac Lane (ur. 4 sierpnia 1909 w Taftville w Connecticut, zm. 14 kwietnia 2005 w San Francisco) – amerykański matematyk.

## Życiorys
Studiował na Uniwersytecie Yale i Uniwersytecie Chicagowskim, studia doktoranckie odbył na Uniwersytecie w Getyndze. Pracował na Uniwersytecie Harvarda i Uniwersytecie Chicagowskim, od 1947 jako profesor. 
W 1972 został członkiem honorowym Royal Society of Edinburgh. W latach 1973 i 1974 był prezesem Amerykańskiego Towarzystwa Matematycznego.
Jego prace przyczyniły się do stworzenia teorii kategorii.